# Dead Above Ground
Dead Above Ground – film fabularny (horror) produkcji amerykańskiej z 2002 roku. Film wpisuje się w stylistykę dreszczowca dla nastolatków. Był kręcony w Los Angeles w stanie Kalifornia. Swoją premierę kinową miał 8 września 2002 roku.
Film opowiada historię nastoletniego Jeffa Lucasa, ucznia Bay City High School, który jest prześladowany przez swoich rówieśników. Jeff nagrywa filmowy horror, a po jego montażu osoby z otoczenia chłopaka zaczynają ginąć.

## Twórcy
- Reżyseria: Chuck Bowman
- Scenariusz: Stephen J. Cannell
- Zdjęcia: Georg Fick
- Muzyka: Atli Örvarsson, Mike Post
- Montaż: Tanya M. Swerling
- Produkcja wykonawcza: Stephen J. Cannell
- Scenografia: Sinead Clancy
- Kostiumy: Arlene Castillo

### Obsada
- Antonio Sabato Jr. jako sierżant Dan De Sousa
- Josh Hammond jako Jeff Lucas
- Keri Lynn Pratt jako Kelly Britton
- Corbin Bernsen jako Mark Mallory
- Adria Dawn jako Zara Light
- Lauren German jako Darcy Peters
- Tony Denman jako Bobby Mooley
- Charlie Weber jako Dillon Johnson
- Lisa Ann Hadley jako dr. Brenda Boone
- Reagan Gomez-Preston jako Latrisha McDermont
- Stephen J. Cannell jako Carl Hadden